# Łódka starego Jacka
Łódka starego Jacka (ang. Old Jack's Boat) – brytyjski serial animowany, w Polsce emitowany na kanale CBeebies od 2 września 2013 roku. 

## Fabuła
Stary rybak Jack opowiada swoim przyjaciołom niesamowite historie z czasów, gdy pływał on po morzu na swoim kutrze.

## Obsada
- Bernard Cribbins – Jack
- Paul Hawkyard – Ernie Starboard
- Nadine Marshall – Sam Spinnaker
- Janine Duvitski – Emily Scuttlebutt
- Helen Lederer – pani Fokaszot
- Freema Agyeman – Shelly Periwinkle
- Don Gilet – Kapitan Periwinkle[2]

## Wersja polska
W roli głównej wystąpił:
- Andrzej Nowiński – Stary Jack

W pozostałych rolach:
- Krzysztof Grabowski – Ernie
- Elżbieta Goetel – Emily
- Barbara Kubica-Daniel – Sam
- Małgorzata Rychlicka-Hewitt – pani Fokaszot
- Piotr Maćkowski – Kapitan Periwinkle

i inni
Dialogi:
- Barbara Żmijewska
- Aleksandra Lis

Nagrania: Karolina Kinder
Realizacja dźwięku: Marcin Kalinowski
Kierownictwo produkcji: Paweł Żwan
Opracowanie wersji polskiej: Studio Tercja Gdańsk dla Hippeis Media
Lektor tytułu i tyłówki: Tomasz Przysiężny